# Borsttåtelskinnbagge
Borsttåtelskinnbagge (Amblytylus albidus) är en insektsart som först beskrevs av Carl Wilhelm Hahn 1834.  
Borsttåtelskinnbagge ingår i släktet Amblytylus och familjen ängsskinnbaggar. Enligt den svenska rödlistan är arten nära hotad i Sverige. Arten förekommer i Götaland och Öland. Artens livsmiljö är jordbrukslandskap. Inga underarter finns listade i Catalogue of Life.